# Dedošová dolina
Dedošová dolina – dolina na opadających do Kotliny Turczańskiej północno-zachodnich stokach Wielkiej Fatry na Słowacji. Jest górnym przedłużeniem Gaderskiej doliny, która ma wylot w miejscowości Blatnica. Ciąg obydwu tych dolin ma długość około 18 km.

## Topografia
Powyżej leśniczówki, na wysokości około 630 m n.p.m. Gaderská dolina rozgałęzia się na dwie doliny: Dedošovą i Selenec. Orograficznie prawa Dedošová dolina podchodzi pod grzbiet Wielkiej Fatry na odcinku od szczytu Smrekov (1441 m) poprzez Krížną (1574 m) po Suchẏ vrch (1550 m). Ma kilka bocznych odgałęzień. Po prawej stronie są to: Sviniarka, Vrátna dolina, Drobkov, Veterné, Rovnè, po lewej: Horárova dolina, Predný Drobkov, Veľké studienky. Dnem doliny spływa Gaderský potok.

## Opis doliny
Dolną część doliny budują wapienie i w granicy ich występowania dolina ma charakter kanionu z licznymi wapiennymi skałami na zboczach. Górną część budują miękkie margle, co powoduje, że wzniesienia stają się kopulaste, a zbocza doliny łagodne. Cała dolina znajduje się w obrębie Parku Narodowego Wielka Fatra. Ponadto w jego obrębie utworzono rezerwat przyrody Biela skala.
Dnem doliny prowadzi szlak turystyki pieszej i rowerowej. Odgałęzia się od niego szlak łącznikowy będący dużym skrótem dla tych, którzy chcą wędrować głównym grzbietem Wielkiej Fatry w północno-wschodnim kierunku.
 Blatnica – Gaderská dolina – rozdroże Drobkov – Dedošová dolina – Kráľova skala. Deniwelacja 1035 m, odległość 14 km, czas przejścia 4,40 h, ↓ 3,55 h
 rozdroże Drobkov – Ostredok. Deniwelacja 741 m, odległość 3,7 km, czas przejścia 2,10 h, ↓ 1,25 h

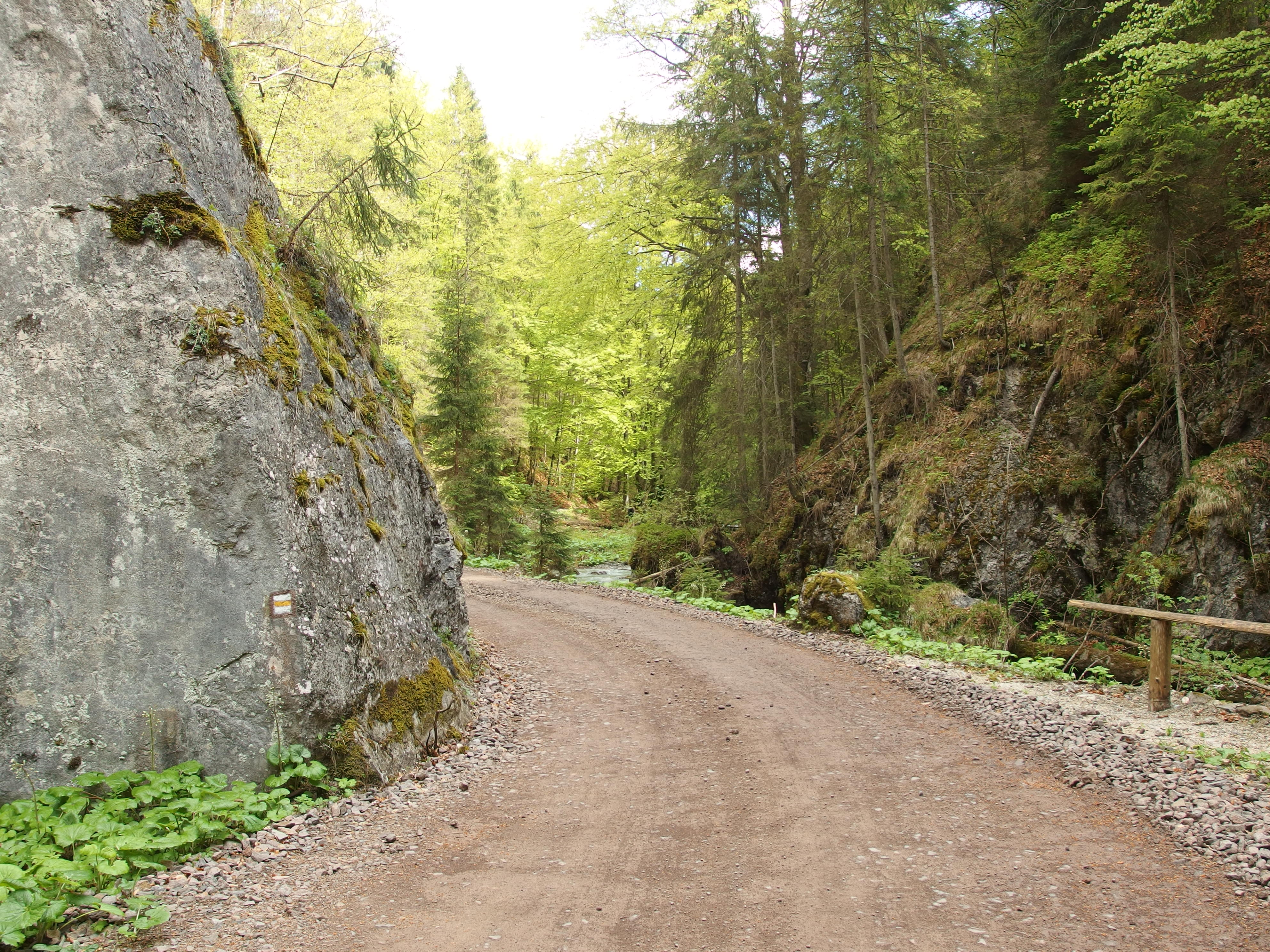
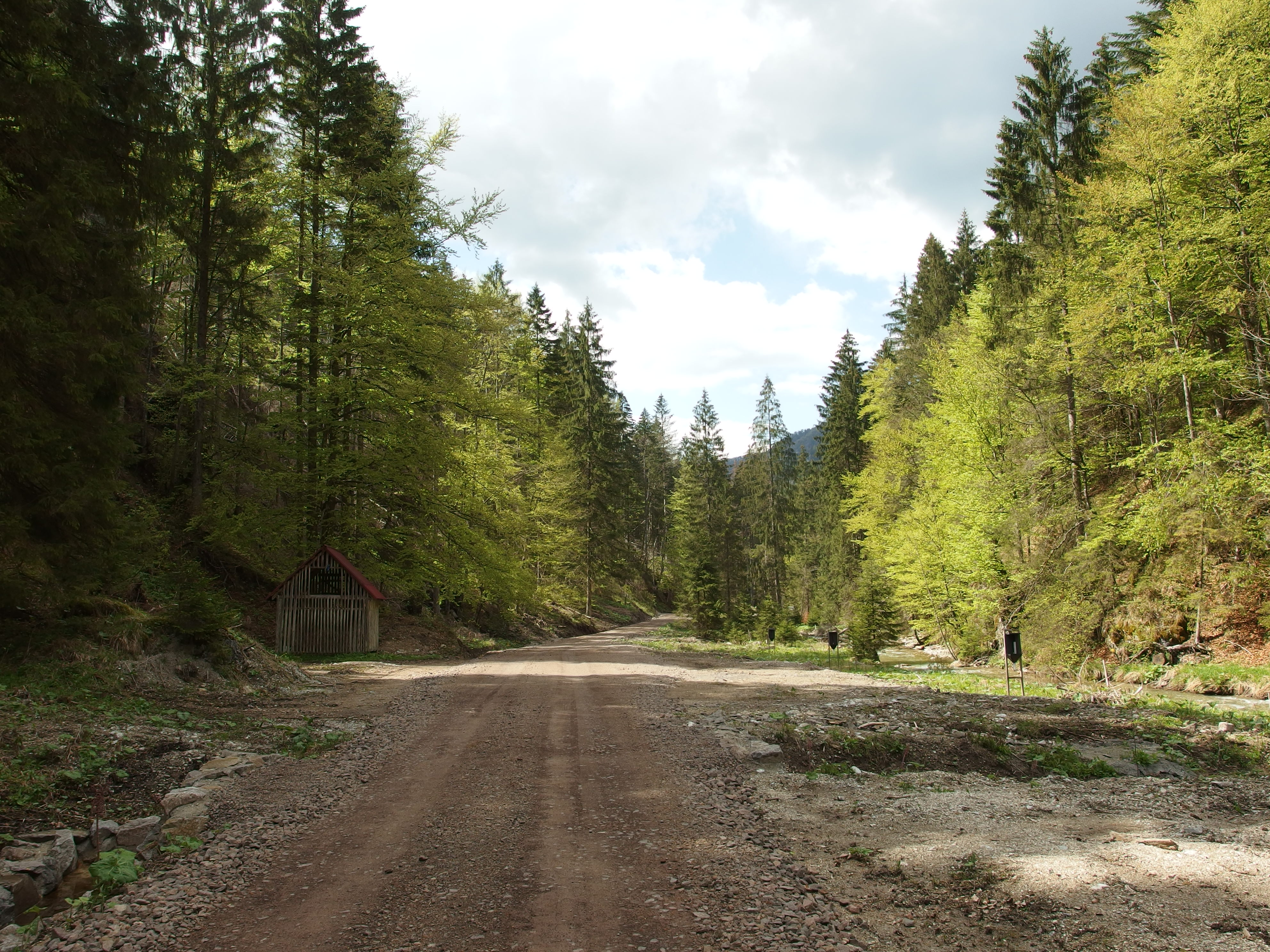
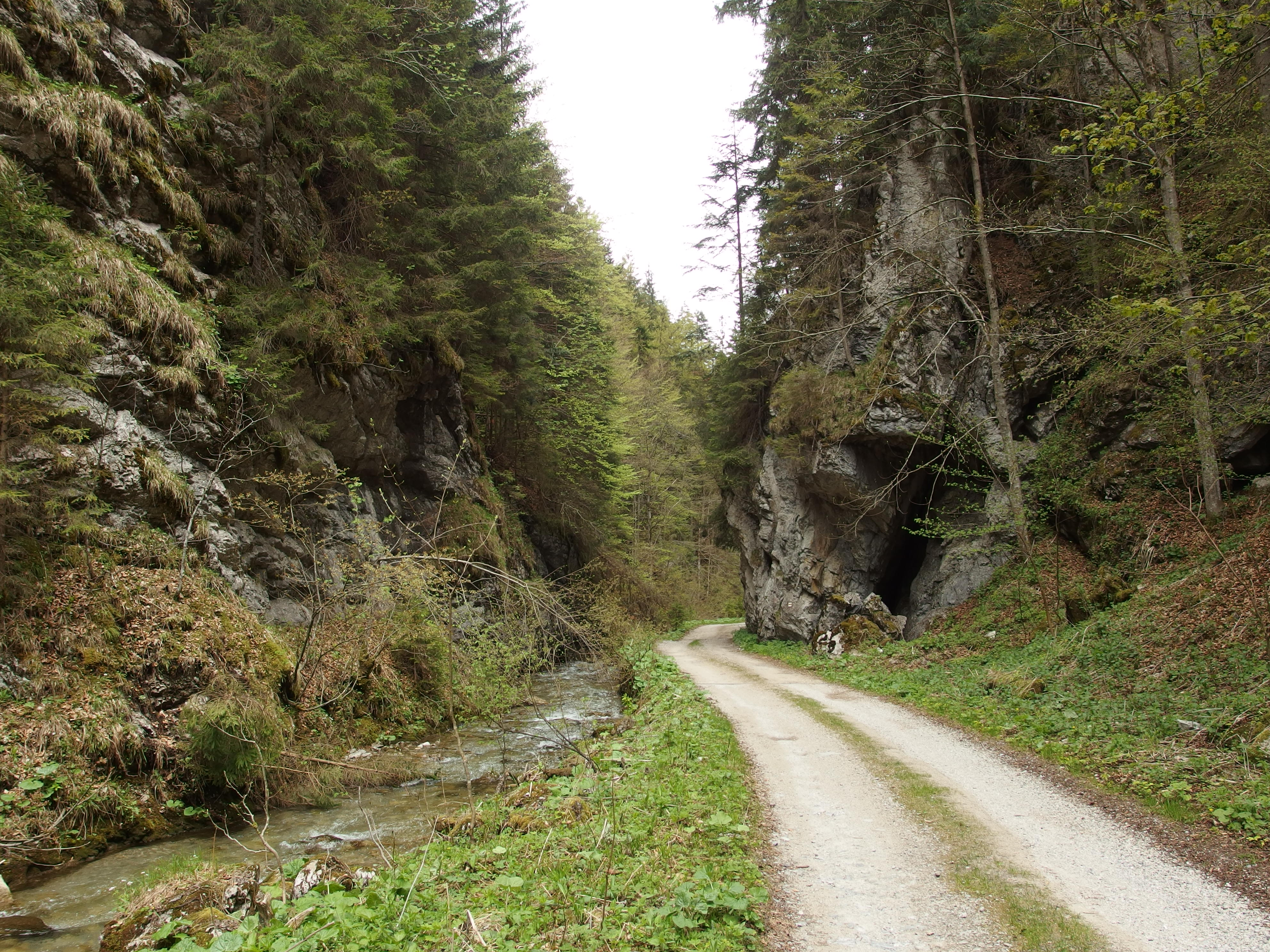
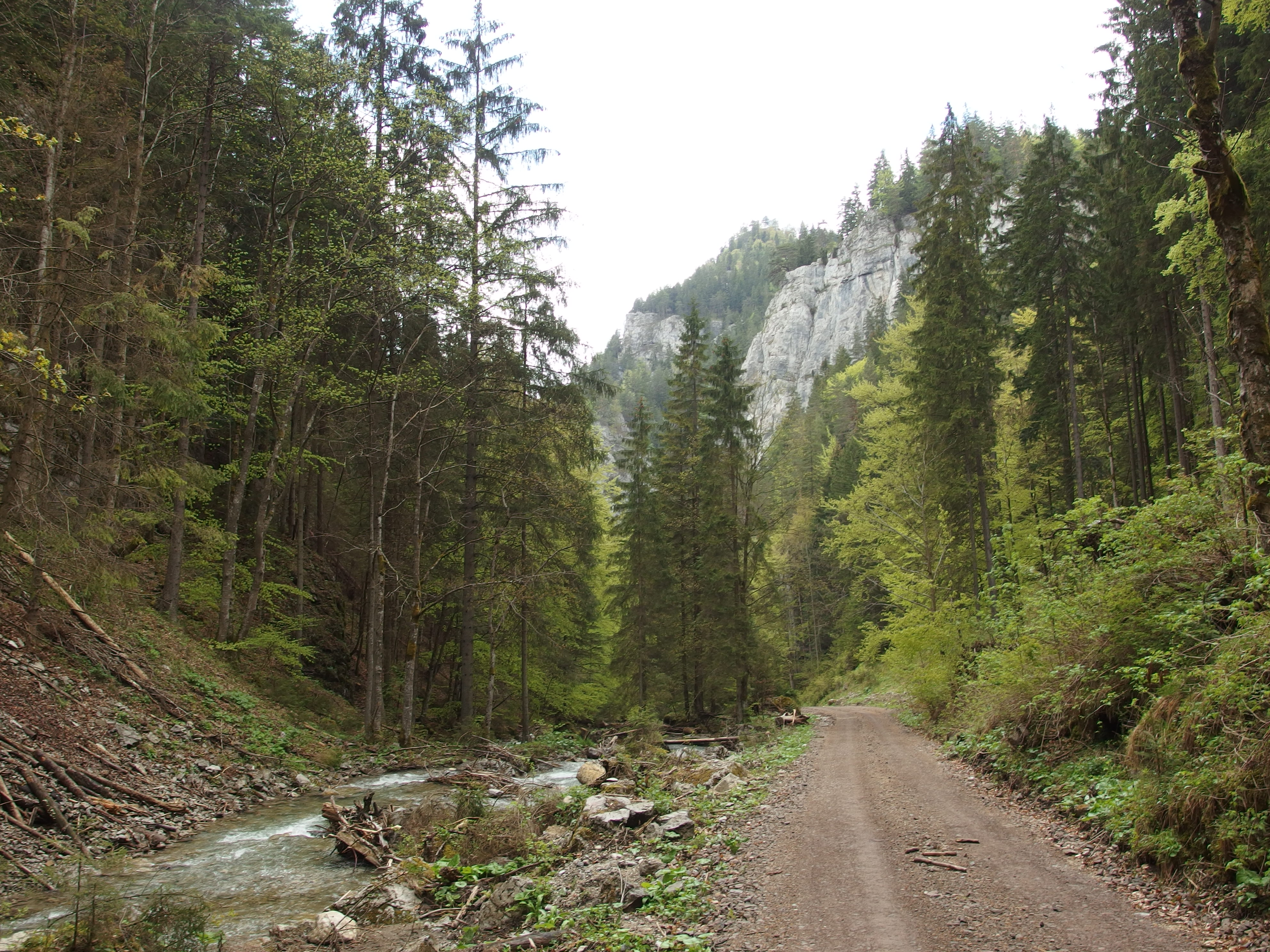
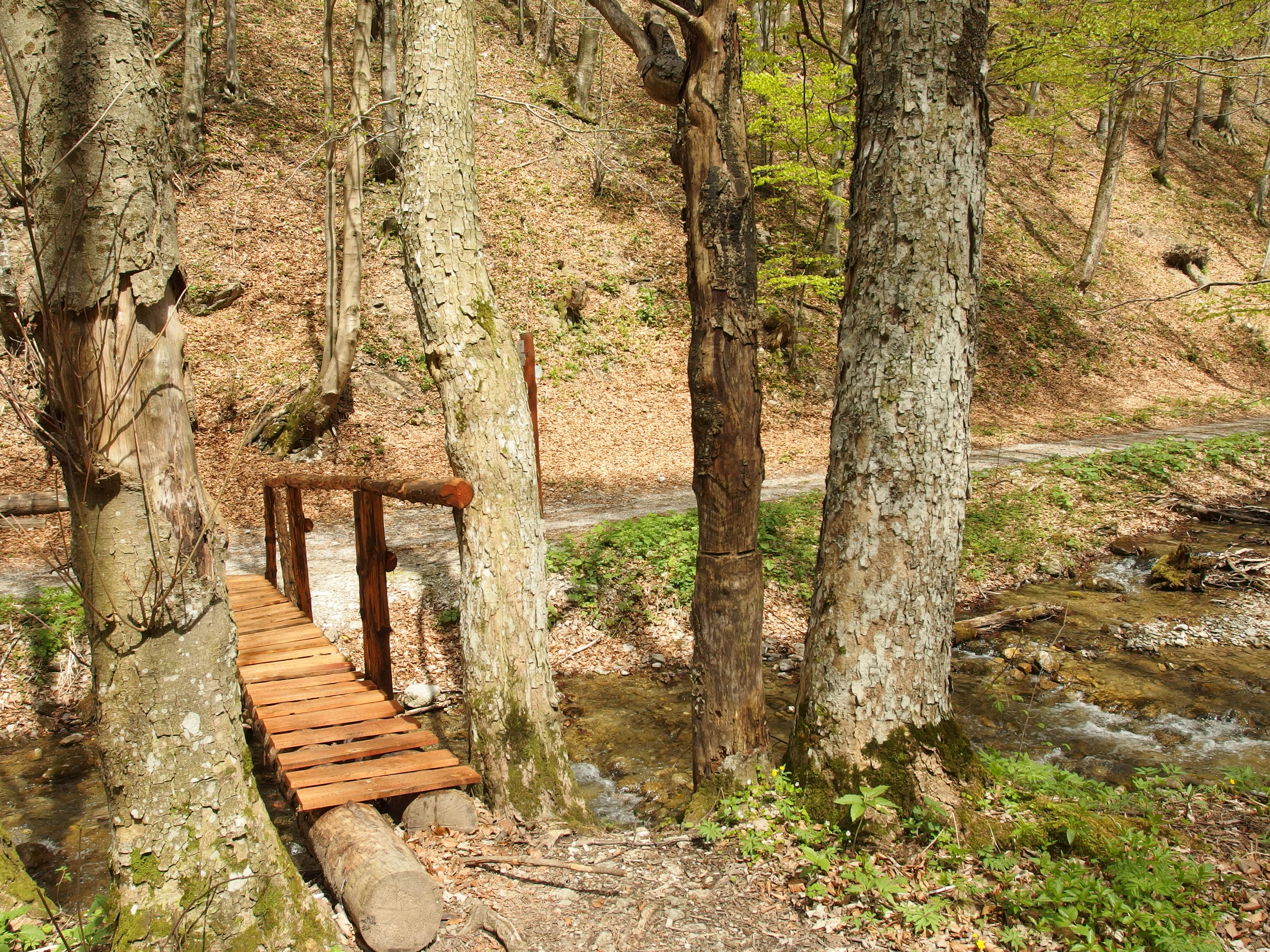

W górnej części doliny, przy rozdrożu szlaku Drobkov znajduje się Lovecká chata Drobkov, w której można przenocować